# Diagnostica a bordo

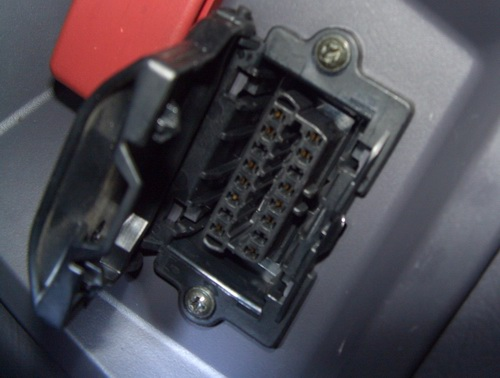
Connettore OBD di una Mercedes-Benz Classe A del 1999.

La diagnostica a bordo (dall'inglese on-board diagnostics, in acronimo OBD), nel campo dei trasporti, si riferisce alla capacità di autodiagnosi e segnalazione di errori e/o guasti di un autoveicolo.

## Storia
l'introduzione di questo tipo di dispositivo risale ai  primi anni 1980 dei computer di bordo negli autoveicoli, contenuti nelle prime centraline implementate.
Le prime versioni accendevano semplicemente una lampadina spia nel caso di problemi, ma non fornivano alcuna informazione ulteriore relativa alla natura del problema. Le moderne implementazioni di OBD utilizzano una porta di comunicazione digitale per fornire informazioni in tempo reale in aggiunta a una segnalazione della natura dei problemi tramite codici standard (DTC) "Diagnostic Trouble Codes" che permettono di identificare rapidamente e risolvere malfunzionamenti del veicolo. Successiva evoluzione si ebbe negli anni 1990 quando venne introdotto negli USA l'OBD-II.

## Caratteristiche
Prima dell'autodiagnosi, erano i meccanici che dovevano fare una diagnosi dei guasti, mentre ora è la centralina stessa di bordo che si autocontrolla e verifica lo stato del mezzo.
I sistemi OBD forniscono al proprietario del veicolo o a un meccanico accesso alle informazioni sullo "stato di salute" dei vari sottosistemi del veicolo: la normativa standard (in Europa e Stati Uniti) è riferita però solo ai sottosistemi "emission relevant", cioè quelli che, se rotti, possono portare a un aumento delle emissioni, come catalizzatore, sonda lambda, ecc., mentre gli altri sistemi (es. airbag, climatizzatore, ecc.) hanno un'autodiagnosi non standard, definita a piacimento da ogni costruttore automobilistico.

## OBD-II

Schema della piedinatura del connettore elettrico standard OBD-II

L'OBD-II permette di avere un controllo completo sui parametri del motore e monitorare altre parti di un autoveicolo come il telaio e gli accessori; inoltre permette di connettersi al sistema di diagnostica. OBD-II è stato emanato dal California Air Resources Board.
L'OBD-II è un'interfaccia per acquisire segnali di diagnostica. Lo standard OBD-II definisce inoltre alcuni comandi per il controllo dell'output, per le modalità di autocontrollo e per l'azzeramento della memoria KAM (Keep Alive Memory).

### Varianti
Il connettore OBD-II è identico per tutti i modelli ma esistono cinque differenti protocolli di comunicazione:
- VPW (Variable pulse width): General Motors
- PWM (Pulse-width modulation): Ford
- ISO 9141: Chrysler in Asia ed Europa
- ISO 14230 KWP2000 (Keyword Protocol 2000 su linea K)
- ISO 15765 (tramite linea CAN, come SAE-J2284)

### Segnali
L'OBD-II fornisce informazioni su tutti i parametri e gli errori rilevanti ai fini delle emissioni inquinanti:
- Codici dei parametri (RLI):
  - Velocità
  - Giri al minuto
- Codici degli errori (DTC):
  - Sonda lambda

La lettura dei componenti di errore è standardizzata, quindi qualsiasi officina anche non munita dello strumento ufficiale della casa, deve poter leggere gli errori OBD.

### Le moto
Anche le centraline delle moto, pur non avendone l'obbligo, talvolta hanno il protocollo OBD, dato che derivano spesso da quelle delle auto.

### Burocrazia
I costruttori di veicoli statunitensi hanno ricevuto l'obbligo di convertire le connessioni per la diagnostica allo standard OBD-II nel 1996; fino al 1994 molte case utilizzavano delle connessioni proprietarie.
Dove non c'è l'obbligo di legge per la rilevazione dei parametri legati all'inquinamento (es. per i motori benzina ante 2001), anziché di OBD-II si parla di OBD-I, cioè una diagnosi a bordo relativa ai soli errori elettrici.

## EOBD
La normativa EOBD (European On Board Diagnostics) è l'equivalente europeo dell'OBD-II ed è stata introdotta per i motori a benzina nel 2001 assieme al livello di emissioni Euro 3 con la direttiva 98/69/CE.
Si applica a tutte le autovetture di categoria M1 (con non più di 8 posti a sedere e un peso lordo del veicolo fino a 2.500 kg) immatricolate per la prima volta all'interno degli Stati membri dell'UE a partire dal 1 gennaio 2001 per le autovetture con motore a benzina e dal 1 gennaio 2004 per le autovetture con motore a gasolio. Per i modelli di nuova introduzione, le date di applicazione della normativa sono state anticipate di un anno: 1 gennaio 2000 per le autovetture a benzina e 1 gennaio 2003 per le autovetture a gasolio.
Per le autovetture con un peso lordo del veicolo superiore a 2500 kg e per i veicoli commerciali leggeri, le date di applicazione della normativa sono partite dal 1 gennaio 2002 per i modelli a benzina, e dal 1 gennaio 2007 per i modelli a gasolio.
L'attuazione tecnica dell'EOBD è essenzialmente la stessa dell'OBD-II, e vengono utilizzati gli stessi protocolli di connessione e di segnale SAE J1962.